# Postal Savings Bank of China

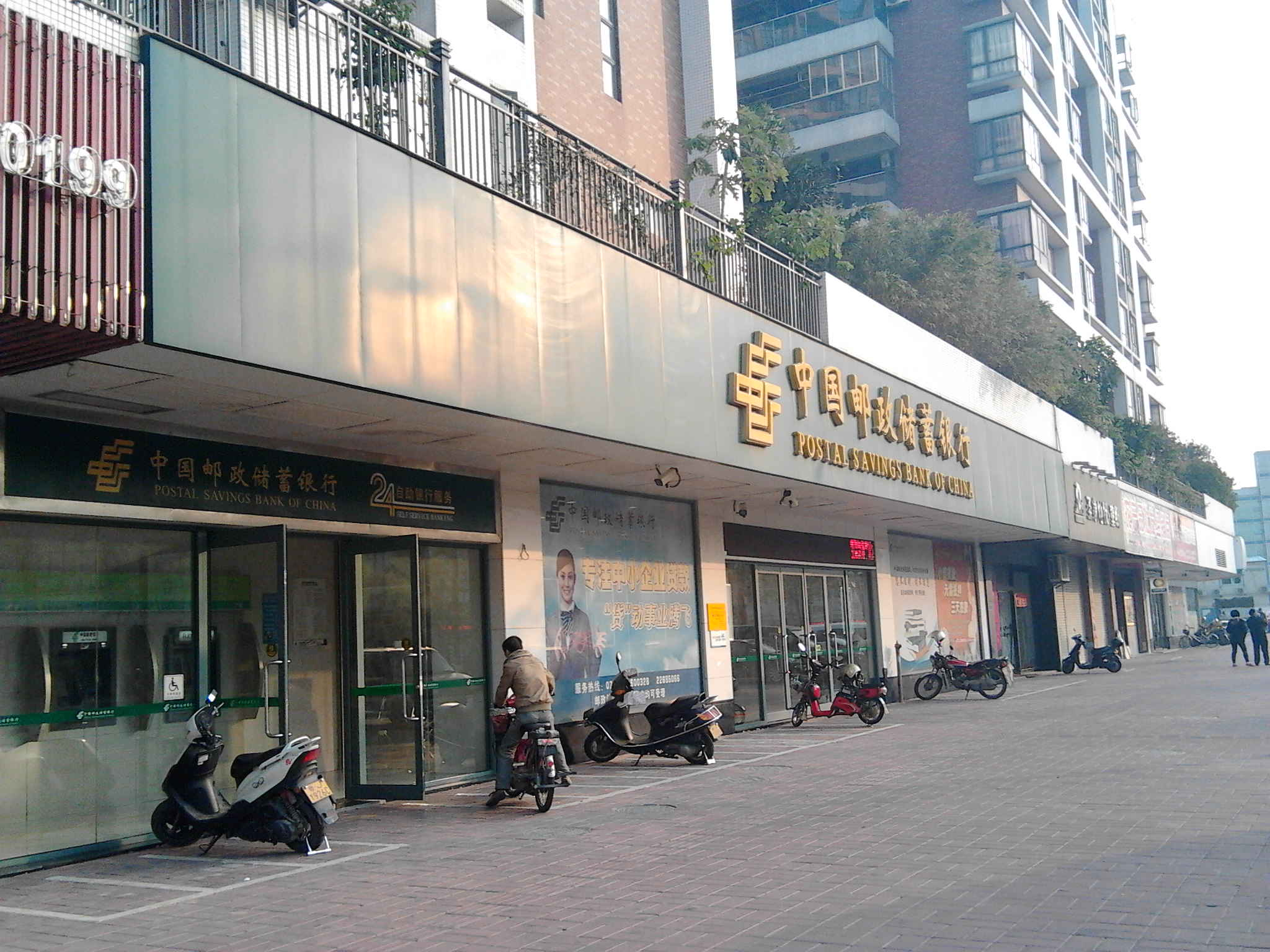
Una sucursal del Postal Savings Bank of China

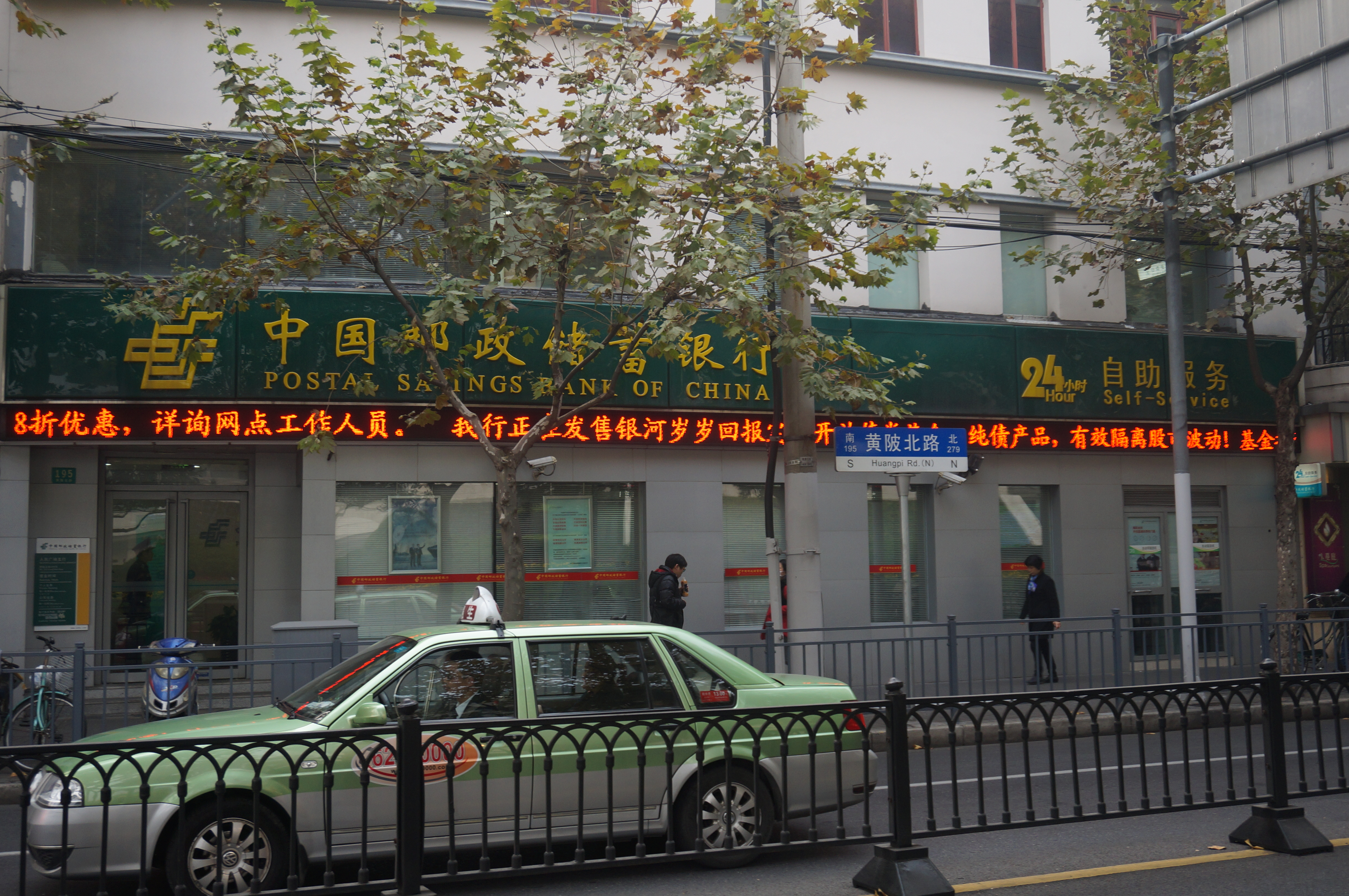
Una sucursal del Postal Savings Bank of China en Shanghai

Postal Savings Bank of China Co., Ltd., conocida también como PSBC, es un banco minorista y corporación de servicios financieros con sede en Pekín, China. PSBC proporciona servicios financieros básicos, especialmente a pequeñas y medianas empresas y clientes rurales y de bajos ingresos. A 31 de diciembre de 2017, PSBC tiene 39.798 sucursales que cubren todas las regiones de China. PSBC fue listada en la posición #27 en la lista Forbes Global 2000 en 2023.
PSBC fue fundada en 2007 con un capital inicial de RMB 20 000 millones por el Bureau Postal del Estado. En la actualidad tiene RMB 1,5 billones en depósitos y es el segundo banco con mayor número de sucursales, por detrás del Agricultural Bank of China.
Durante la crisis financiera de 2008, el gobierno tomó varias medidas para extender su plan nacional de estímulo económico específicamente en zonas rurales. Esto incluyó el uso de servicios de microfinanzas proveídos por el Postal Savings Bank como instrumento del desarrollo nacional y la reducción de la pobreza. El banco, con su amplio alcance, también apoya a las cooperativas de crédito chinas en sus programas de microcrédito.
El 8 de diciembre de 2015, China Postal Savings Bank, mediante la emisión de acciones pro-float, recibió una inyección de capital de Temasek Holdings de Singapur, UBS, el Canada Pension Plan Investment Board, la Corporación Financiera Internacional, Morgan Stanley, DBS Bank, Tencent, Ant Financial Services Group, China Life y China Telecom, con una inversión total de 45.100 millones de yuanes. Estos "inversores estratégicos" conjuntamente tomaron posesión del 16,92% de la compañía en el momento de la compra. Las acciones cotizaron como una venta pública inicial en la bolsa de valores de Hong Kong el 30 de septiembre de 2016. Antes de su cotización, era el mayor banco chino no listado.